# Wygoda (hromada Kopyczyńce)
Wygoda (ukr. Вигода) – wieś na Ukrainie w  obwodzie tarnopolskim, w rejonie czortkowskim.
Znajduje się tu stacja kolejowa Wygnanka, położona na linii Tarnopol – Biała Czortkowska.
Do 2020 w rejonie husiatyńskim. 